# Konieczki (województwo śląskie)
Konieczki – wieś w Polsce położona w województwie śląskim, w powiecie kłobuckim, w gminie Panki.
W latach 1975–1998 miejscowość administracyjnie należała do województwa częstochowskiego.

## Historia
Miejscowość założona w XIX wieku jako część wsi Panki. Po I wojnie światowej stała się samodzielną wsią.
1 września 1939 żołnierze Wehrmachtu zamordowali trzech mieszkańców wsi.

## Gospodarka
We wsi działa przedsiębiorstwo Maskpol produkujące maski przeciwgazowe, kamizelki kuloodporne, hełmy żołnierskie i inne wyposażenie służb ratowniczych i mundurowych. Należy ono do Polskiej Grupy Zbrojeniowej.